# Ouse, Yorkshire
Ouse är en flod i North Yorkshire, England, Storbritannien, som rinner genom bland annat York och Selby. Floden har tillsammans med sina bifloder ett stort avrinningsområde. Bland bifloderna ingår Aire, Derwent, Don, River Foss, Nidd, Rother, River Swale, River Ure och Wharfe. Tidvis sker omfattande översvämningar då floden går genom flacka dalgångar.